# پتره بچرو
پتره بچرو (رومانیایی: Petre Becheru؛ زادهٔ ۱۶ مه ۱۹۶۰) وزنه‌بردار اهل رومانی بود.
وی در مسابقات کشوری و بین‌المللی در مجموع برندهٔ ۱ مدال طلا، ۱ مدال برنز شده‌است.